# 1199-es busz
Az 1199-es jelzésű autóbusz országos autóbuszjárat volt Budapest és Szentgotthárd között.
Útvonalhossza 300,9 km volt, menetideje 4 óra 55 perc (295 perc) volt. Naponta egy járatpár szállította az utasokat.
A járatra kiegészítő jegy vásárlása kötelező volt. Budapesten csak előre váltott, helyfoglalást tartalmazó jeggyel lehetett felszállni.
A 2017. április 1-jei menetrend módosításokkal a Volánbusz Zrt. megszüntette az autóbuszvonalat

## Megállóhelyei
| 0 | Budapest, Népliget autóbusz-pályaudvar végállomás | 11 | 1 254E 901, 914, 914A, 918, 937, 950, 950A 607, 608, 626, 627, 628, 629, 630, 631, 632, 633, 635, 636, 654, 655, 660, 661 600, 1080, 1081, 1082, 1085, 1087, 1088, 1090, 1092, 1093, 1094, 1100, 1101, 1110, 1111, 1113, 1120, 1121, 1125, 1131, 1134, 1136, 1163, 1173, 1174, 1175, 1176, 1177, 1183, 1184, 1185, 1188, 1190, 1191, 1193, 1194, 1201, 1202, 1203, 1204, 1205, 1206, 1212, 1224, 1229, 1230, 1240, 1241, 1242, 1243, 1251, 1253, 1254, 1257, 1259, 1268, 1269                                                   |
| A szürke hátterű megállóhelyeken Szentgotthárd felé csak felszállni, Budapest felé csak leszállni lehetett. |                                                   |    | |
| 1 | Budapest, Petőfi híd, budai hídfő                 | 10 | 4, 6 153, 154B, 212 918 1163, 1173, 1174, 1175, 1176, 1177, 1183, 1184, 1185, 1188, 1190, 1191, 1193, 1194, 1201, 1202, 1203, 1204, 1205, 1206, 1212, 1224, 1229, 1230, 1240, 1241, 1242, 1243, 1251, 1253, 1254, 1257, 1259, 1268, 1269 |
| 2 | Budapest, Újbuda-központ                          | 9  | 4, 17, 41, 47, 47B, 48, 56 53, 58, 150, 154 918, 973 1163, 1173, 1174, 1175, 1176, 1177, 1183, 1184, 1185, 1188, 1190, 1191, 1193, 1194, 1201, 1202, 1203, 1204, 1205, 1206, 1212, 1224, 1229, 1230, 1240, 1241, 1242, 1243, 1251, 1253, 1254, 1257, 1259, 1268, 1269 |
| 3 | Budapest, Sasadi út                               | 8  | 8E, 40, 40B, 40E, 53, 87, 88, 88B, 108E, 153, 154, 172, 172B, 173, 187, 222 908, 940, 941, 972, 972B 724, 731, 732, 734, 735, 736, 760, 762, 763, 777, 778, 799 1163, 1173, 1174, 1175, 1176, 1177, 1183, 1184, 1185, 1188, 1190, 1191, 1193, 1194, 1201, 1202, 1203, 1204, 1205, 1206, 1212, 1224, 1229, 1230, 1240, 1241, 1242, 1243, 1251, 1253, 1254, 1256, 1257, 1259, 1268, 1269 |
| 4 | Balatonszentgyörgy, Berzsenyi utca 57             | 7  | 750, 1185, 1188, 1191, 1193, 1194, 1499, 1569, 1652, 1665, 1673, 1725, 1842 6366, 6369, 6371 |
| 5 | Keszthely, autóbusz-állomás                       | 6  | 1, 2, 3, 5, 70, 70A, C5 750, 1188, 1190, 1193, 1194, 1212, 1499, 1506, 1519, 1569, 1576, 1623, 1625, 1626, 1627, 1628, 1629, 1630, 1636, 1652, 1665, 1666, 1673, 1712, 1724, 1725, 1732, 1733, 1735, 1736, 1793, 1794, 1808, 1842, 1844 6216, 6227, 6230, 6231, 6237, 6306, 6307, 6308, 6310, 6316, 6350, 6355, 6360, 6361, 6364, 6370, 6371, 6375, 6376, 6384, 6386, 6387, 6390, 6391, 6395, 6398, 6415, 7721, 7722, 7836 |
| 6 | Hévíz, autóbusz-állomás                           | 5  | 750, 1188, 1190, 1193, 1194, 1212, 1499, 1506, 1519, 1569, 1625, 1626, 1627, 1629, 1630, 1636, 1652, 1665, 1666, 1673, 1712, 1724, 1725, 1732, 1733, 1735, 1736, 1793, 1794, 1808, 1842 6216, 6227, 6230, 6231, 6237, 6306, 6310, 6316, 6350, 6355, 6360, 6361, 6364, 6370, 6371, 6372, 6373, 6375, 6376, 6383, 6384, 6386, 6387, 6390, 6391, 6395, 6398, 6415, 7721, 7722, 7836 |
| 7 | Zalacsány, templom                                | 4  | 750, 1185, 1188, 1190, 1191, 1627, 1665, 1808, 1842 6216, 6217, 6306, 6307, 6308, 6371, 6375, 6418 |
| 8 | Nagykapornak, autóbusz-váróterem                  | 3  | 750, 1185, 1188, 1190, 1191, 1499, 1625, 1627, 1629, 1665, 1808, 1842 6214, 6216, 6217, 6220, 6222, 6227, 6231, 6371 |
| 9 | Zalaegerszeg, autóbusz-állomás                    | 2  | 1A, 2, 2A, 2Y, 5, 5C, 5Y, 9E, 10E, 24, 26, 30, 30C, 41, C5 750, 1185, 1188, 1190, 1191, 1499, 1503, 1562, 1596, 1621, 1622, 1623, 1625, 1627, 1629, 1639, 1641, 1642, 1643, 1653, 1665, 1667, 1668, 1668, 1670, 1672, 1713, 1726, 1737, 1738, 1786, 1808, 1842 6200, 6201, 6205, 6210, 6211, 6213, 6214, 6215, 6216, 6217, 6219, 6220, 6221, 6222, 6226, 6227, 6230, 6231, 6235, 6237, 6238, 6239, 6240, 6241, 6242, 6243, 6245, 6246, 6247, 6248, 6250, 6255, 6258, 6262, 6275, 6277, 6278, 6287, 6292, 6296, 6371, 6458, 6898 |
| 10 | Körmend, autóbusz-állomás                         | 1  | 1, 1A, 1B, 2, 2A 750, 1596, 1622, 1643, 1668, 1669 6660, 6782, 6876, 6885, 6686, 6887, 6892, 6896, 6898, 6902, 6904, 6905, 6912, 6920, 6921, 6931, 6933, 6940 |
| 11 | Szentgotthárd, autóbusz-állomás végállomás        | 0  | 6933, 6960, 6970, 6971, 6976, 6977, 6979, 6990 |